# Roger L. Jackson
Roger Labon Jackson (Atlanta, 13 de julho de 1958) é um dublador americano. Ele é mais conhecido por dar voz ao assassino Ghostface na série de filmes Scream, que o fez ser nomeado como o quadragésimo sexto no "101 Segredos Mais Bem Guardados de Hollywood" da E! Entertainment Television.

## Filmografia

### Cinema
| Ano  | Título                                   | Papel                                         |
| ---- | ---------------------------------------- | --------------------------------------------- |
| 1996 | Marte Ataca!                             | Tradutor do Dr. Zeigler (sem crédito)         |
| 1996 | Scream                                   | Ghostface                                     |
| 1997 | Scream 2                                 | Ghostface                                     |
| 2000 | Scream 3                                 | Ghostface                                     |
| 2000 | Titan A.E.                               | Primeiro Alien                                |
| 2001 | Monkeybone                               | Arnold o Super Ceifeiro                       |
| 2002 | The Powerpuff Girls Movie                | Mojo Jojo                                     |
| 2002 | The Wild Thornberrys Movie               | Reggie (Esquilo) / Thunder (Clydesdale)       |
| 2004 | Home on the Range                        | Vozes adicionais                              |
| 2004 | Van Helsing: The London Assignment       | Cavalheiro Bêbado                             |
| 2006 | Happily N'Ever After                     | Vozes adicionais                              |
| 2010 | Cats & Dogs: The Revenge of Kitty Galore | Gato Gordo                                    |
| 2011 | Scream 4                                 | Ghostface                                     |
| 2013 | Khumba                                   | Águia Negra / Voz do Walkie-talkie / Zebra #3 |
| 2013 | Windy Day                                | Pepe o rato                                   |
| 2022 | Scream                                   | Ghostface                                     |
| 2023 | Scream VI                                | Ghostface                                     |

### Televisão
| Ano       | Título                                   | Papel                                     | Nota                            |
| --------- | ---------------------------------------- | ----------------------------------------- | ------------------------------- |
| 1998–2005 | The Powerpuff Girls                      | Mojo Jojo                                 | 40 episódios                    |
| 2001      | The Zeta Project                         | Richards                                  | Temporada 1, Episódio 4         |
| 2002      | Passions                                 | Demon                                     | Episódio 826                    |
| 2004      | Evil Con Carne                           | Mojo Jojo                                 | Episódio 11                     |
| 2005      | Robot Chicken                            | Ghostface / Franklin D. Roosevelt / Homem | Temporada 1, Episódio 20        |
| 2006      | Robot Chicken                            | Espectador / Paul Walker / William Tell   | Temporada 2, Episódio 13        |
| 2006      | Codename: Kids Next Door                 | Clownfather                               | Temporada 5, Episódio 10        |
| 2008      | Independent Lens                         | Marshal 2 / Repórter 4 / Repórter 6       | Temporada 10, Episódio 1        |
| 2008      | The Powerpuff Girls Rule!!!              | Mojo Jojo                                 | Episódio Especial               |
| 2010      | Regular Show                             | Bebê #1                                   | Temporada 1, Episódio 5         |
| 2011      | Regular Show                             | Voz do mal                                | Temporada 2, Episódio 24        |
| 2013      | The Legend of Korra                      | Nômade                                    | Temporada 2, Episódio 8         |
| 2014      | The Powerpuff Girls: Dance Pantsed       | Mojo Jojo, vozes adicionais               | CGI especial                    |
| 2014      | Astrid Strudelman: The Unicorn Whisperer | Principais Afagos                         | Episódio: I Believe in Unicorns |
| 2014      | Astrid Strudelman: The Unicorn Whisperer | Principais Afagos, Presidente             | Episódio: Unicorn Dance Party   |
| 2016      | The Powerpuff Girls                      | Mojo Jojo                                 |                                 |

### Videogames
| Título                                                                  | Papel |
| ----------------------------------------------------------------------- | --- |
| Alice: Madness Returns                                                  | Gato de Cheshire / Dormouse / Mad Hatter |
| American McGee's Alice                                                  | Gato de Cheshire / Jaguadarte |
| American McGee's Grimm                                                  | Grimm / Vozes adicionais |
| Among the Sleep                                                         | Teddy |
| Armored Core 3                                                          | Vozes adicionais |
| Armored Core: Master of Arena                                           | Vozes adicionais (sem crédito) |
| Armored Core: Project Phantasma                                         | Stinger (sem crédito) |
| Forgotten Realms: Baldur's Gate II – Shadows of Amn                     | Keldorn |
| The Final Chapter: Forgotten Realms – Baldur's Gate II: Throne of Bhaal | Keldorn |
| Baten Kaitos Origins                                                    | Verus |
| Batman: Toxic Chill                                                     | Jim Gordon |
| Blood Will Tell                                                         | Redcap |
| Bujingai                                                                | Naguri Tensai |
| Byzantine: The Betrayal                                                 | Voz |
| Carmen Sandiego's Great Chase Through Time                              | Big Boss Joe |
| Clock Tower II: The Struggle Within                                     | Mr. Bates |
| Crash Tag Team Racing                                                   | Willie Wumpa Cheeks / Park Drones |
| Cyber Troopers Virtual-On Marz                                          | Narrador |
| Dead or Alive 2: Hardcore                                               | Gen Fu |
| Dishonored                                                              | Anton Sokolov |
| Fade to Black                                                           | John O'Conners |
| Final Fantasy X                                                         | Wen Kinoc / Fayth (Ixion) |
| Final Fantasy X-2'                                                      | Wen Kinoc (Flashback) |
| Final Fantasy XII                                                       | Imperador Gramis |
| Galleon                                                                 | Rhama Sabrier |
| Gladius                                                                 | Vozes adicionais |
| Jade Empire                                                             | Várias vozes |
| King's Quest VII: The Princeless Bride                                  | Afagos, O Rato-Canguru / As Três Cabeças de Planta Carnívora / O Vendedor de Óleo de Serpente / Ghoul Criança 1                                             |
| Lego Dimensions                                                         | Saruman |
| Lifeline                                                                | Gino |
| MadWorld                                                                | Tengu / Shogun Kokushimuso / Man A |
| Middle-earth: Shadow of Mordor                                          | Saruman |
| Nights: Journey of Dreams                                               | Wizeman the Wicked |
| Poker Night at the Inventory                                            | Reginald Van Winslow (como o dealer) |
| Pool of Radiance: Ruins of Myth Drannor                                 | Várias vozes |
| Sam & Max Season One                                                    | Abraham Lincoln |
| Sam & Max Season Two                                                    | Abraham Lincoln / Grandpa Stinky / Pedro / Satan |
| Sam & Max: The Devil's Playhouse                                        | General Skun-ka'pe / Grandpa Stinky / Charlie Ho-Tep |
| Shining Force EXA                                                       | Ragnadaam III / Garyu / Bornay / Gantetsu |
| Shinobi                                                                 | Hiruko Ubusuna (velho) |
| Skylanders: Spyro's Adventure                                           | Vozes adicionais |
| Slave Zero                                                              | The SovKhan / Manta Pilot 1 |
| Space Quest 6                                                           | Doctor Horny / Hotel Manager / Intro voice over |
| Spider-Man: Friend or Foe                                               | Duende Verde, Lagarto |
| Spider-Man: Web of Shadows                                              | Vozes adicionais |
| Star Trek: Deep Space Nine - Harbinger                                  | Scythians |
| Star Trek: Starfleet Command III                                        | Vozes adicionais |
| Star Wars Jedi Knight: Jedi Academy                                     | Imperial Worker / Rebel Informant |
| Star Wars Jedi Knight: Mysteries of the Sith                            | Ka'Pa The Hutt / Imperial Commander / Kaerobani / Rebel Officer 2 / Ree Yees / Tusken / Rodian                                                              |
| Star Wars Jedi Knight II: Jedi Outcast                                  | Imperial Worker 1 / Rebel Shock Troop 1 |
| Star Wars Jedi Knight: Dark Forces II                                   | Computer / Greedo |
| Star Wars: Jedi Starfighter                                             | Captain Orsai / Generic Toth / Pilot 1 / Nym Ground Unit |
| Star Wars: Battle for Naboo                                             | Smeer Ze-Trois / RSF Officer |
| Star Wars: Episode I Racer                                              | Ark 'Bumpy' Roose / Ebe Endocott |
| Star Wars: Galactic Battlegrounds                                       | Echuu Shen-Jon / Jedi Padawan / Mahwi Lihnn |
| Star Wars Racer Revenge                                                 | Kraid Nemmeso |
| Star Wars: Republic Commando                                            | Automated Ship Voice / Clone Trooper Lieutenant / Exército dos Clones / Gunship Pilot                                                                       |
| Superman: The Man of Steel                                              | Metallo |
| Tales of Monkey Island                                                  | Bartender / McGee / Reginald Van Winslow |
| Tenchu: Fatal Shadows                                                   | Várias vozes |
| The ClueFinders 4th Grade Adventures: Puzzle of the Pyramid             | Professor Botch / Antique Dealer / Sphinx / The Artist Mouse / Rocko / The Artist Mouse Overseer / Stone Mason / Associate Mouse #1                         |
| The Elder Scrolls V: Skyrim                                             | Vozes adicionais |
| The Lego Movie Videogame                                                | Voz |
| The Secret of Monkey Island: Special Edition                            | Bridge Troll / Freddy the Man of Low Moral Fiber / Jojo the Monkey / Meathook's Parrot / Piranha Poodle / Pirate Leader 2 / Rato / Spiffy the SCUMM Bar Dog |
| The Sims 2                                                              | Sim |
| The Sims: Encontro Marcado                                              | Sim |
| The Sims: Num Passe de Mágica                                           | Sim |
| The Sims: Superstar                                                     | Sim |
| The Urbz: Sims in the City                                              | Sim |
| Thrillville: Off The Rails                                              | Announcer 2 / Bandito Chinchilla / Barry von Richtoven / Genie Animatronic / Ghoul / Robot / TAL-8850 Roger L. Jackson                                      |
| The Walking Dead                                                        | Chuck / The Hobo (voz do walkie-talkie) / Dr. Walter Ashe                                                                                                   |
| The Wolf Among Us                                                       | Ichabod Crane |
| Valkyria Chronicles                                                     | Berthold Gregor / Coby Caird / Imperial Officer |
| Yakuza                                                                  | Shintaro Fuma |
| Zone of the Enders                                                      | Ridley "Nohman" Hardiman / Axe |
| Zone of the Enders: The 2nd Runner                                      | Ridley "Nohman" Hardiman |